# Fort Worth
Pour les articles homonymes, voir Worth.
Fort Worth est une ville située dans l’État du Texas, aux États-Unis. Cinquième ville de l'État avec 918 915 habitants (recensement fédéral de 2020), et treizième ville du pays, Fort Worth est le siège du comté de Tarrant et la deuxième plus grande ville de l'aire urbaine de Dallas.

## Histoire
Fondée en 1849 en tant que camp militaire, Fort Worth est nommée en l'honneur du général William J. Worth. Elle se développe grâce au commerce du bétail, dont l'histoire est retracée dans le Stockyards Historic District, qui abrite également le premier espace de rodéo couvert ainsi que le plus grand dancing country et western du monde, le Billy Bob's.

## Géographie
Fort Worth est située dans le Nord-Est du Texas, dans l'aire urbaine Dallas/Fort Worth Metroplex. Selon le Bureau du recensement des États-Unis, la ville a une superficie de 774,1 km2.

## Démographie
| Groupe                           | Fort Worth | Texas | États-Unis |
| -------------------------------- | ---------- | ----- | ---------- |
| Blancs                           | 61,1       | 70,4  | 72,4       |
| Afro-Américains                  | 18,9       | 11,9  | 12,6       |
| Autres                           | 12,5       | 10,6  | 6,4        |
| Asiatiques                       | 3,7        | 3,8   | 4,8        |
| Métis                            | 3,1        | 2,7   | 2,9        |
| Amérindiens                      | 0,7        | 0,7   | 0,9        |
| Total                            | 100        | 100   | 100        |
|                                  |            |       |            |
| Hispaniques et Latino-Américains | 34,1       | 37,6  | 16,7       |

Selon l'American Community Survey pour la période 2011-2015, 66,97 % de la population âgée de plus de 5 ans déclare parler l'anglais à la maison, 27,16 % déclare parler l'espagnol, 0,87 % le vietnamien, 0,53 % une langue africaine et 4,47 % une autre langue.

## Religion
Fort Worth est depuis 1969 le siège du diocèse catholique de Fort Worth avec la cathédrale Saint-Patrick.

## Culture

### Musées
Pour une ville de sa taille, Fort Worth a une concentration rare de musées d'art de haute qualité.  Les trois musées sont proches les uns des autres, dans un secteur appelé le Cultural District (zone culturelle). Ils ont été fondés par les hommes dont les fortunes sont venues du bétail, du pétrole et des journaux. Le musée Amon Carter, dessiné par Philip Johnson en 1961, montre des œuvres américaines du XIXe siècle au XXe siècle, comme celles de Georgia O'Keeffe, Stuart Davis et Frederic Remington. Le musée d'art Kimbell, dessiné par l'architecte Louis Kahn en 1972, abrite des collections allant de l'Antiquité au XXe siècle. Les pièces majeures sont du Caravage, Fra Angelico, Pablo Picasso, Henri Matisse, Paul Cézanne, Le Greco, et Rembrandt. Le musée d'Art moderne de Fort Worth (appelé parfois « Le Moderne »), fondé en 1892 et qui s'est déplacé à un nouveau bâtiment construit en 2002 et conçu par Tadao Andō, montre des artistes du XXe siècle après 1945 et des contemporains comme Jean-Michel Basquiat, Richard Serra, Anselm Kiefer, Chuck Close et Charles Pollock.
Non loin de Fort Worth, sur la Highway 377, se trouve le Pate Museum of Transportation, consacré à la préservation des moyens de transport d'autrefois et très riche en belles automobiles américaines, Cadillac, Buick ou Ford T.

## Économie

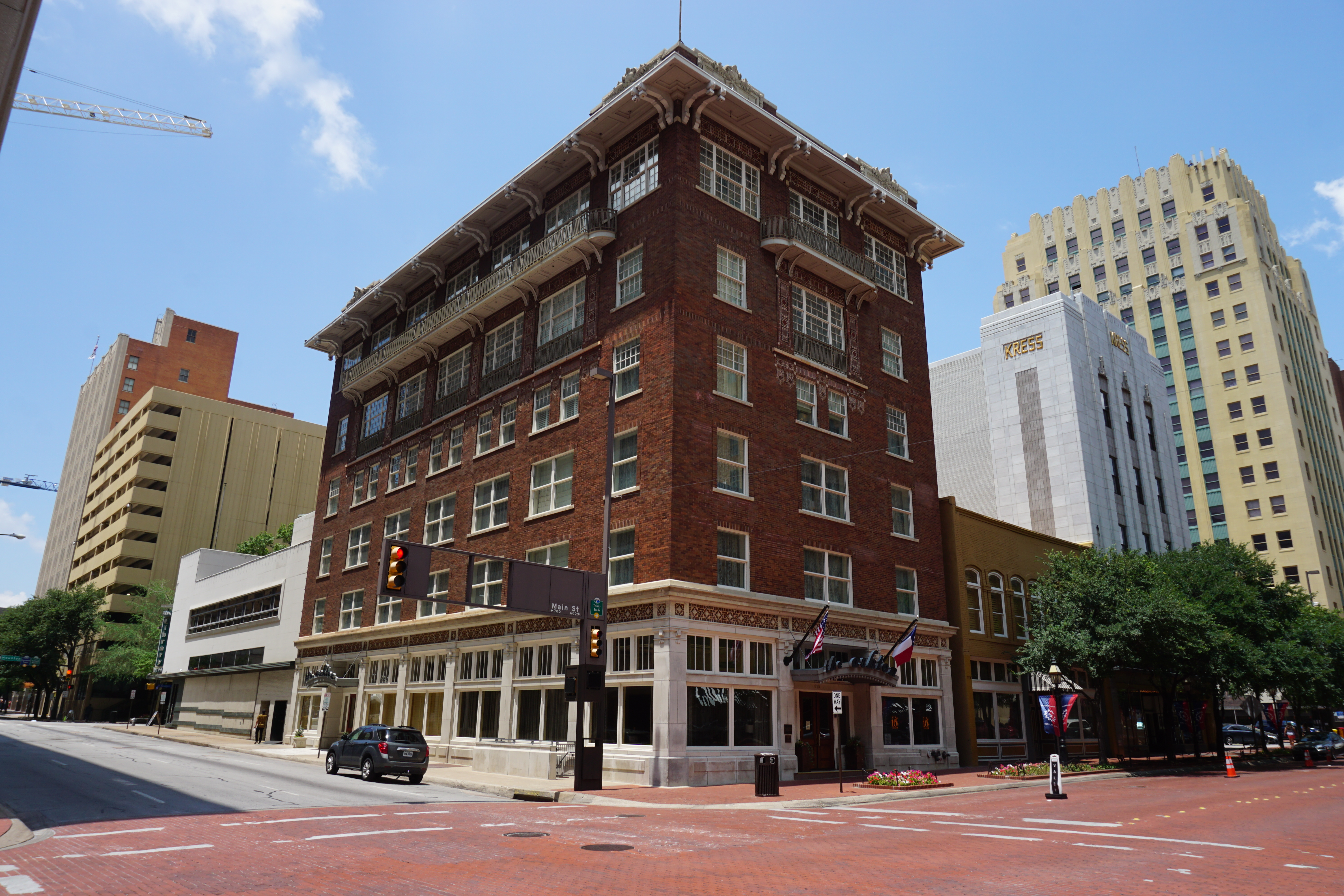
L'hôtel Ashton à Fort Worth, membre des Historic Hotels of America.

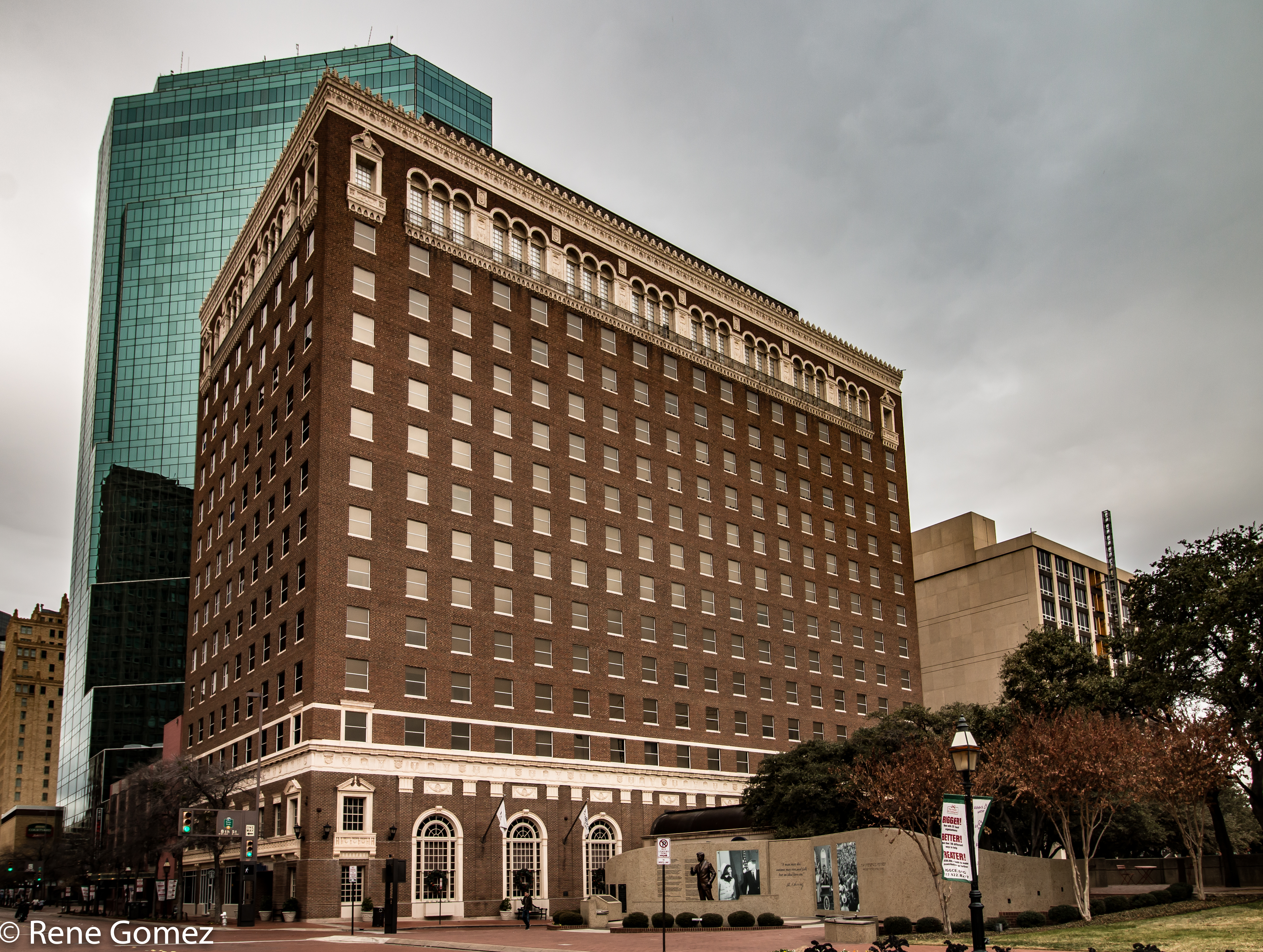
L'hôtel Hilton de Fort Worth.

En 2013, Fort Worth-Arlington était classé quinzième par Forbes dans la liste des meilleurs endroits pour les affaires et les carrières.
Plusieurs compagnies ont leur siège social à Fort Worth parmi lesquelles figurent American Airlines, le John Peter Smith Hospital, Pier 1 Imports, RadioShack, et la BNSF Railway.

### Principaux employeurs
Selon le Rapport financier annuel global de la Ville de 2011, les principaux employeurs de la région de Fort Worth sont :
| #  | Employeur                                       | Effectifs |
| -- | ----------------------------------------------- | --------- |
| 1  | Lockheed Martin                                 | 13 500    |
| 2  | Naval Air Station Joint Reserve Base Fort Worth | 11 400    |
| 3  | Fort Worth Independent School District          | 10 100    |
| 4  | American Airlines                               | 6 500     |
| 5  | Ville de Fort Worth                             | 6 100     |
| 6  | JPS Health Network                              | 4 300     |
| 7  | Harris Methodist Hospital                       | 4 000     |
| 8  | Bell Aircraft Corporation                       | 3 800     |
| 9  | Alcon                                           | 3 300     |
| 10 | Cook Children's Health Care System              | 3 100     |

## Transport
L'aéroport international de Dallas-Fort Worth est le principal aéroport du Texas. Il est situé entre Fort Worth et Dallas. Les autres aéroports sont le Fort Worth Alliance Airport (code AITA : AFW) et le Fort Worth Meacham International Airport.
La Trinity Railway Express est une ligne de train de banlieue qui assure des liaisons entre la ville et Dallas. Amtrak gère une liaison entre la gare de Fort Worth et Oklahoma City avec la ligne Heartland Flyer, et avec d'autres grandes villes américaines avec le Texas Eagle.
La Fort Worth Transportation Authority, ou The T, gère le réseau d'autobus de la ville.

## Éducation
Fort Worth possède la Boswell High School.

## Sport
| Club                  | Sport       | Date de fondation | Ligue                           | Lieu                         |
| --------------------- | ----------- | ----------------- | ------------------------------- | ---------------------------- |
| Cats de Fort Worth    | Baseball    | 2001              | American Association            | LaGrave Field                |
| Brahmas de Fort Worth | Hockey      | 1997              | Ligue centrale de hockey        | Fort Worth Convention Center |
| Flyers de Fort Worth  | Basket-ball | 2005              | NBA D-League                    | Fort Worth Convention Center |
| Texas Tycoons         | Basket-ball | 2004              | American Basketball Association | Blue Line Arena              |

## Jumelages
- Reggio d'Émilie (Italie) depuis 1985
- Nagaoka (Japon) depuis 1987
- Trèves (Allemagne) depuis 1987
- Bandung (Indonésie) depuis 1990
- Budapest (Hongrie) depuis 1990
- Toluca (Mexique) depuis 1998
- Mbabane (Swaziland) depuis 2004
- Nîmes (France) depuis 2019